# Aepopsis robinii
Aepopsis robinii is een keversoort uit de familie van de loopkevers (Carabidae). De wetenschappelijke naam van de soort werd in 1894 als Trechus robinii gepubliceerd door Joseph Alexandre Laboulbène. De soort wordt in de literatuur ook genoemd als Aepus robinii.